# Sweet Georgia Brown
Sweet Georgia Brown is een Amerikaanse jazzstandard. Het nummer is geschreven in 1925. Ben Bernie en Maceo Pinkard tekenden voor de muziek; Kenneth Casey voor de tekst.
Het verhaal gaat dat Ben Bernie op het idee van het liedje kwam na een ontmoeting met Dr. George Thaddeus Brown (1863-1941), een lid van het Huis van Afgevaardigden van de staat Georgia. Brown vertelde bij die gelegenheid hoe zijn dochter Georgia aan haar naam kwam. Toen ze geboren was, nam de verenigde vergadering van Huis van Afgevaardigden en Senaat van Georgia een resolutie aan dat Brown zijn dochter de naam Georgia moest geven, naar de staat die hij diende. Aldus geschiedde. Vandaar de regel ‘Georgia claimed her, Georgia named her, Sweet Georgia Brown.’
Het liedje gaat over het meisje Georgia Brown, dat alle mannen om haar vinger windt en andere meisjes jaloers maakt. Het nummer is talloze malen opgenomen, zowel met zang als alleen instrumentaal. Veel zangers brachten kleine veranderingen in de tekst aan.
Een versie van de kunstfluiter Brother Bones, opgenomen in 1949, waarbij de zangpartij niet gezongen maar gefloten wordt, werd in 1952 gekozen als clublied van het basketbalteam Harlem Globetrotters.

## Versie van Tony Sheridan en The Beatles
In 1961 maakte de zanger Tony Sheridan in Hamburg een reeks platenopnamen met de muziekproducent Bert Kaempfert. Als begeleidingsgroep trad The Beat Brothers op. Er was niet echt een groep die zo heette, maar het was een verzamelnaam voor elke groep die als begeleidingsgroep voor Sheridan fungeerde. Bij een paar opnamen waren The Beat Brothers The Beatles. Die toen nog totaal onbekende groep stond op dat moment onder contract bij de Top Ten Club in Hamburg. In januari 1962 kwam een versie van Sweet Georgia Brown uit op een Duitse langspeelplaat met de naam My Bonnie van Tony Sheridan and the Beat Brothers. Bij twee liedjes op die plaat, waaronder het titelnummer, was de begeleiding van The Beatles. Bij Sweet Georgia Brown was de begeleiding van muzikanten die anoniem gebleven zijn.
In 1962 ontdekte Brian Epstein, die inmiddels de manager van The Beatles was geworden, dat ze voor al hun platenopnamen nog steeds onder contract van Bert Kaempfert stonden. Dat vond hij onwenselijk, dus maakte hij met Kaempfert de afspraak dat ze nog één keer samen met Sheridan opnamen voor hem zouden maken. De gelegenheid deed zich voor op 24 mei 1962, toen ze weer in Hamburg waren. In Studio Rahlstedt namen ze voor Kaempfert twee nummers op: Sweet Georgia Brown en Swanee River, een Amerikaans volksliedje uit 1851. De pianist Roy Young speelde mee op Sweet Georgia Brown. Sheridan was verhinderd, maar zong de beide liedjes een paar dagen later in. Daarmee waren The Beatles ontslagen van hun verplichtingen jegens Kaempfert.
Toen Polydor plannen maakte voor een album The Beatles' First, met de opnamen die de groep in Hamburg had gemaakt, kreeg Sheridan het verzoek om het nummer opnieuw in te zingen. Op 3 januari 1964 gaf hij aan dat verzoek gehoor. Drie regels werden daarbij vervangen door:
In Liverpool she even dared
To criticize The Beatles’ hair
With their whole fan club standing there
De versie van mei 1962 is overigens niet verloren gegaan, maar staat op de lp Ya Ya van Tony Sheridan uit 1962 en op enkele verzamelalbums met oude opnamen van The Beatles. Dat geldt echter wel voor Swanee River. De opnamen van dat lied zijn spoorloos verdwenen.
De bezetting was per saldo:
- Tony Sheridan, slaggitaar, zang
- John Lennon, achtergrondzang
- Paul McCartney, basgitaar, achtergrondzang
- George Harrison, slaggitaar, achtergrondzang
- Pete Best, drums
- Roy Young, piano

The Beatles' First kwam uit in april 1964, met acht nummers waarop The Beatles speelden en vier nummers die ten onrechte aan hen werden toegeschreven. Dit album was de basis voor een groot aantal andere verzamelalbums waarop de acht Beatlesnummers centraal stonden. Op één daarvan, de Amerikaanse lp Ain't She Sweet van 5 oktober 1964, staat nog een vierde versie van Sweet Georgia Brown. De plaat bevat, naast het titelnummer, waarop The Beatles zonder Tony Sheridan te horen zijn, drie nummers van Tony Sheridan met The Beatles: Sweet Georgia Brown, If You Love Me, Baby en Nobody's Child. De overige acht nummers zijn nummers van The Beatles en andere Engelse popgroepen uit die tijd, gecoverd door een groep die zich The Swallows noemde. Bij Ain't She Sweet, If You Love Me, Baby en Sweet Georgia Brown was een extra drumpartij van Bernard Purdie toegevoegd.
Sweet Georgia Brown kwam op 1 juni 1964 in de Verenigde Staten ook uit als single met op de B-kant If You Love Me, Baby. De plaat haalde de hitparade niet. Het nummer staat ook op de achterkant van de single Skinny Minnie van Tony Sheridan, die in april 1964 in Duitsland uitkwam (Polydor 52 324).

## Andere versies
- Onder de vroege opnamen van het nummer zijn een vocale versie van Ethel Waters in de jaren twintig en een instrumentale versie van Stéphane Grappelli en Django Reinhardt in de jaren dertig.
- In 1925 werd door Lee De Forest (die net zijn uitvinding Phonofilm had ontwikkeld) een filmopname gemaakt van het orkest van Ben Bernie, dat Sweet Georgia Brown speelt. Daarop is een van de eerste op film geregistreerde saxofoonsolo's te zien, gespeeld door saxofonist Jack Pettis.[7][8]
- Kort nadat het nummer geschreven was, is het ook als instrumentale versie uitgevoerd door The California Ramblers.
- Cab Calloway nam een scat-versie van het nummer op.
- Anita O'Day voerde het nummer uit tijdens het Newport Jazz Festival van 1958. Bert Stern maakte tijdens het festival een film, Jazz on a Summer's Day.
- Ray Charles nam het nummer op  voor zijn album Dedicated to You uit 1961.
- Trini Lopez zette een versie met ‘community singing’ op zijn album The Sing Along World of Trini Lopez van 1965.
- Nancy Sinatra zette een versie op haar album Sugar van 1966.
- Een versie door Toots Thielemans staat op diens album Contrasts... The Provocative Musical Genius of Toots Thielemans uit 1967.
- Ella Fitzgerald nam het nummer verschillende malen op. Het staat onder andere op haar albums  Whisper Not uit 1967 en Ella in London uit 1974.
- Jerry Lee Lewis nam het nummer op voor zijn album There Must Be More to Love Than This van 1970.
- Rahsaan Roland Kirk speelde het nummer op zijn album The Return of the 5000 Lb. Man uit 1976.
- De progressieve rockband Gentle Giant zette het nummer op het livealbum Playing the Fool van 1977.
- Het orkest van Count Basie nam Sweet Georgia Brown op voor het album Prime Time van 1977.
- Mel Brooks en Anne Bancroft zongen het nummer in het Pools in de remake van de film To Be or Not to Be uit 1983.
- Roberta Flack nam het nummer in 1994 op voor haar album Roberta.
- Merle Haggard en Johnny Gimble namen in 2006 een countryversie van het nummer op. Het staat op Gimbles album Celebrating with Friends, dat uitkwam ter gelegenheid van zijn 80e verjaardag

Het nummer is onder andere te horen in de film Some Like It Hot uit 1959.